# Agrupació Excursionista Catalunya
L'Agrupació Excursionista Catalunya és una entitat excursionista fundada l'any 1912 a Barcelona per membres de l'Orfeó Català amb l'objectiu de desenvolupar el foment i la pràctica de l'excursionisme en tots els seus aspectes. És membre de la Federació d'Entitats Excursionistes de Catalunya.
Va ser la fundadora de la Festa de la cançó de muntanya.